# کلان‌شهر مستقل بولتون
کلان‌شهر مستقل بولتون (به انگلیسی: Metropolitan Borough of Bolton) یک کلان‌شهر مستقل در انگلستان است که در منچستر بزرگ واقع شده‌است. کلان‌شهر مستقل بولتون ۱۳۹٫۸۰ کیلومتر مربع مساحت دارد.